# 検疫官
検疫官（けんえきかん）とは、空港、港湾に設置されている検疫所に勤務し、検疫法に基づいて検疫業務等を担当する厚生労働省所属の職員（国家公務員）の官職名である。「検疫所長等服制」（昭和27年11月1日厚生省令第44号）によって制服・制帽および胸章（職名章）が定められており、貸与がなされている。